# Sinopterus
Sinopterus – rodzaj azdarchoida, pterozaura z rodziny Tapejaridae. Znany jest wyłącznie jeden gatunek, S. dongi. 
Pierwszego opisu rodzaju dokonali Xiaolin Wang oraz Zhonghe Zhou w 2003 roku. Szczątki holotypu odkryto w zachodniej części prowincji Liaoning, w Chinach – rodzaj jest jednym z niewielu przedstawicieli (w stanie na 2003 rok jedynym) rodziny Tapejaridae niewystępującym na terenie obecnej Brazylii. Autorzy zaznaczyli, że skamieniałości Sinopterus są jednymi z najlepiej zachowanych w przeciwieństwie do innych przedstawicieli rodziny. Obecnie znana jest duża liczba szczątków reprezentujących prawie lub całkowicie kompletne szkielety oraz czaszki osobników dorosłych jak i młodocianych. Autorzy pracy, w której opisali nowy takson, wspomnieli, że na tamtych terenach żyły 2 linie rozwojowe pterozaurów: jedna przypominała faunę znalezioną w Solnhofen (jura późna, Niemcy), przypisywana do Pterodactylidae i Anurognathidae, druga zbliżona była do Tapejaridae z aptu. Opisywany gatunek S. gui, wyróżniany w niektórych encyklopediach, uznawany jest raczej za młody okaz S. dongi. Kolejne znaleziska, nazwane: Huaxiapterus jii i Nemicolopterus crypticus, są uznawane kolejno przez część autorów za synonim S. dongi lub osobny gatunek, S. jii, a wedle nowszych analiz jako Huaxiadraco jii, natomiast ten drugi w rzeczywistości jest jednym ze stadiów ontogenetycznych Sinopterus.  
Prezentuje się poniższe wymiary dla Sinopterus: długość ciała – 0,75 m; rozpiętość skrzydeł – 1,9 m; długość przedramienia – 0,511 m; waga 0,6 kg. Okaz synonimicznego S. gui ma rozpiętość skrzydeł o wartości 0,64 m. Osteologia tego pterozaura pozostaje słabo zbadana. Okno nosowo-czołowe jest bardzo duże, jak u innych Tapejaridae. Przynależność do tejże rodziny argumentowana jest podobną anatomią m.in. morfologią charakterystycznego czuba, w czym przypomina Tapejara oraz Tupandactylus. Przedstawiciele tej rodziny nie posiadali zębów. Górna krawędź żuchwy nie jest załamana. Czaszka podłużna. Szyja opisywana jako długa. Sinopterus dzierżył skromny kostny czub na pysku. Sugeruje się w obrębie rodzaju dymorfizm płciowy; okazy o pionowym grzebieniu kostnym mogą być potencjalnie samcami, a osobniki o mniej wykształconym i nie ułożonym pionowo czubie prawdopodobnie są o płci żeńskiej.  Obręcz miednicza ma wydłużony wyrostek przedpanewkowy, wyrostek postpanewkowy przypominający topór, średniej wielkości otwór zasłonowy i łopatkę przedłonową w kształcie nerki. Ogon był krótki, zbudowany z 9 kręgów, jest dowodem na redukcję tego narządu u azdarchoidów. Rozpiętość skrzydeł stosunkowo krótka w proporcji do masy.  
Paleontolodzy, tak jak m.in. Gregory S. Paul, przyjmują, że przedstawiciele rodziny Tapejaridae byli zwierzętami nadrzewnymi (szczególnie jako młode) a ich dieta składała się z owoców i roślin; inni sugerują wszystkożerność, miały one zjadać również małe zwierzęta, jak ryby. Teoria roślinożerności (owocożerności) została poparta okazem Sinopterus, u którego w okolicy brzucha odnaleziono sfosylizowane nasiona. Uważa się, że pisklęta Sinopterus, które odnajdywano z dala od gniazd, były samodzielne oraz zdolne do aktywnego lotu już od urodzenia. Pterozaury, jako ogół, rosły stosunkowo szybko, dopiero po osiągnięciu 3 lat ich rozwój zwalniał. Przypuszczalnie u niedojrzałych (konkretnie immaturalnych) Sinopterus kościec nie był w pełni dojrzały, lecz już wówczas takie okazy mogły być w kondycji rozrodczej.
Rodzaj występował na terenie formacji Juifotang, w północnych Chinach. Środowiskiem były odpowiednio zalane górskie lasy oraz jeziora; przypuszczalnie zimy były chłodne, występował wówczas również śnieg. Dzielił swe środowisko z kilkoma innymi rodzajami pterozaurów.